# Cầu Võ Nguyên Giáp
Cầu Võ Nguyên Giáp là một cây cầu bắc qua sông Lạch Tray, nối liền hai quận Lê Chân và Dương Kinh thuộc thành phố Hải Phòng, Việt Nam.
Cầu có một trụ tháp dây văng cao 47,363 m, đặt lệch về phía quận Lê Chân. Chiều dài cầu là 248 m, bề rộng mặt cầu là 25,5 m, đáp ứng 4 làn xe cơ giới và 2 làn xe thô sơ. Tĩnh không thông thuyền của cầu cao 7 m, rộng 50 m.
Công trình có sự tham gia xây dựng của nhiều nhà thầu đến từ châu Âu, được khởi công vào ngày 10 tháng 3 năm 2010, chính thức hoàn thành và đưa vào sử dụng vào ngày 20 tháng 12 năm 2012.
Ngày 22 tháng 7 năm 2020, cầu Rào 2 được đặt tên là cầu Võ Nguyên Giáp theo Nghị quyết số 01/2020/NQ-HĐND của Hội đồng nhân dân thành phố.